# Hernádi Klára
Hernádi Klára (Miskolc, 1960. március 28. –) magyar kémikus, egyetemi tanár. A kémiai tudományok kandidátusa (1993). A Magyar Tudományos Akadémia doktora (2004).

## Életpályája
1978-ban érettségizett a miskolci Zrínyi Ilona Gimnáziumban. 1978–1983 között a József Attila Tudományegyetem Természettudományi Karának hallgatója volt; okleveles vegyész diplomát szerzett. 1983–1987 között TMB-ösztöndíjas volt a József Attila Tudományegyetem Alkalmazott Kémiai Tanszékén. 1987–1989 között a József Attila Tudományegyetem Természettudományi Karának alkalmazott kémiai tanszékén tudományos segédmunkatárs, 1989–1993 között tudományos munkatárs, 1993–1999 között tudományos főmunkatárs volt. 1999–2006 között egyetemi docens volt. 1988–1989 között a Texasi A&M Egyetem vendégkutatója volt. 1994–1995 között a namuri Katalízislaboratórium vendégkutatójaként dolgozott. 2002–2005 között a Szegedi Tudományegyetem Természettudományi Karán hallgatói dékánhelyettes volt. 2004-ben a Magyar Tudományos Akadémia doktora lett. 2005-ben habilitált. 2005–2008 között a Szegedi Tudományegyetem Természettudományi Kar általános és tudományos dékánhelyettese volt. 2006 óta egyetemi tanár. 2008–2014 között a Szegedi Tudományegyetem Természettudományi Kar dékánja volt. 2021 óta a Miskolci Egyetem egyetemi tanára.
Kutatási területe a fizikai kémia, a heterogén katalízis és az anyagtudomány.

## Díjai
- Bolyai János-ösztöndíj (2000-2003)
- Széchenyi István-ösztöndíj (2003-2006)